# Mordellina nigricans
Mordellina nigricans är en skalbaggsart som först beskrevs av Melsheimer 1845.  Mordellina nigricans ingår i släktet Mordellina och familjen tornbaggar. Inga underarter finns listade i Catalogue of Life.